# Jeckauszczyna
Jeckauszczyna (biał. Ецкаўшчына; ros. Ецковщина, Jeckowszczina) – chutor na Białorusi, w obwodzie mińskim, w rejonie dzierżyńskim, w sielsowiecie Niehorele, w pobliżu drogi magistralnej M1.